# 埼玉県道344号高坂上唐子線

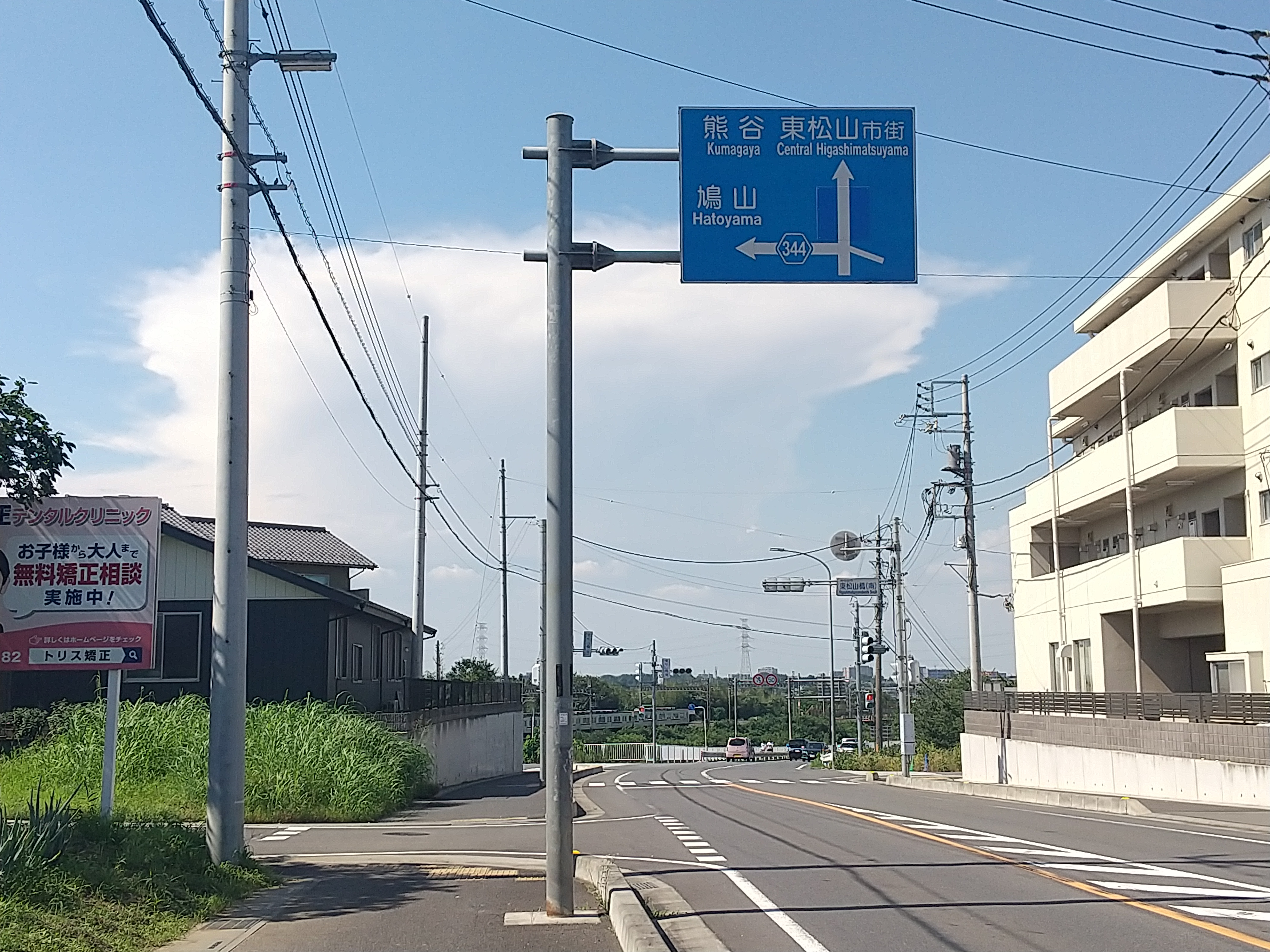
東松山市高坂付近

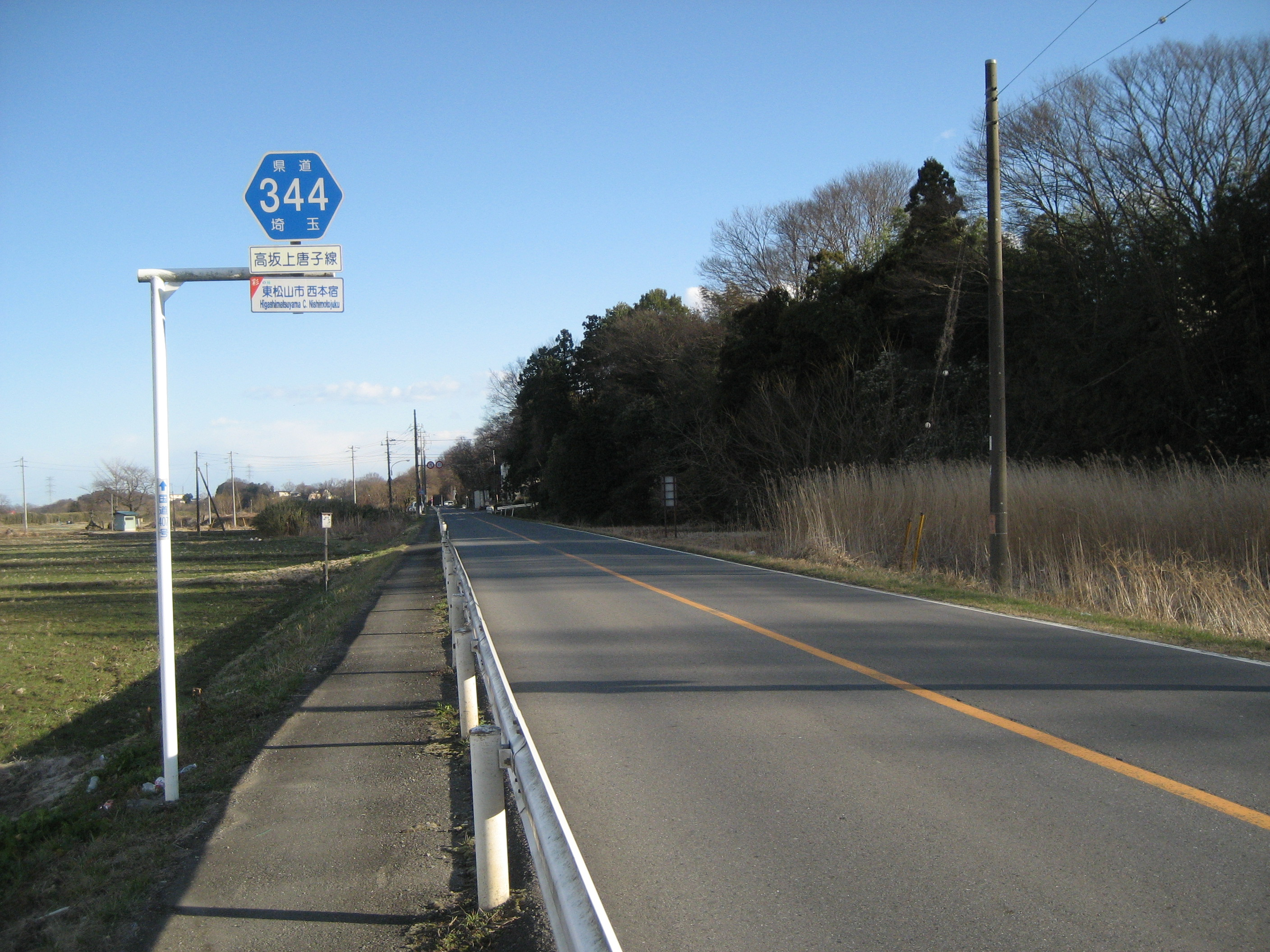
東松山市西本宿付近

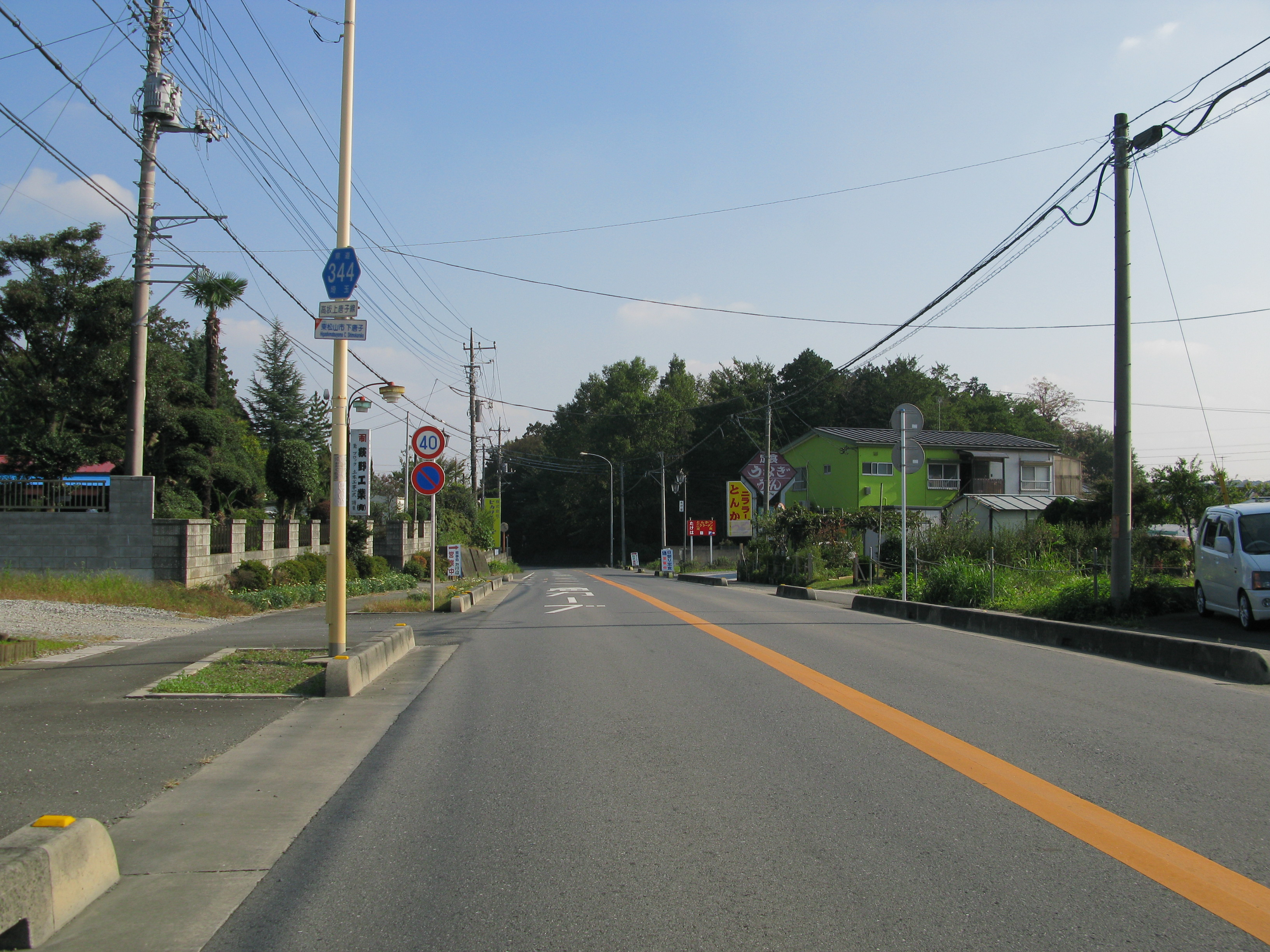
東松山市下唐子付近

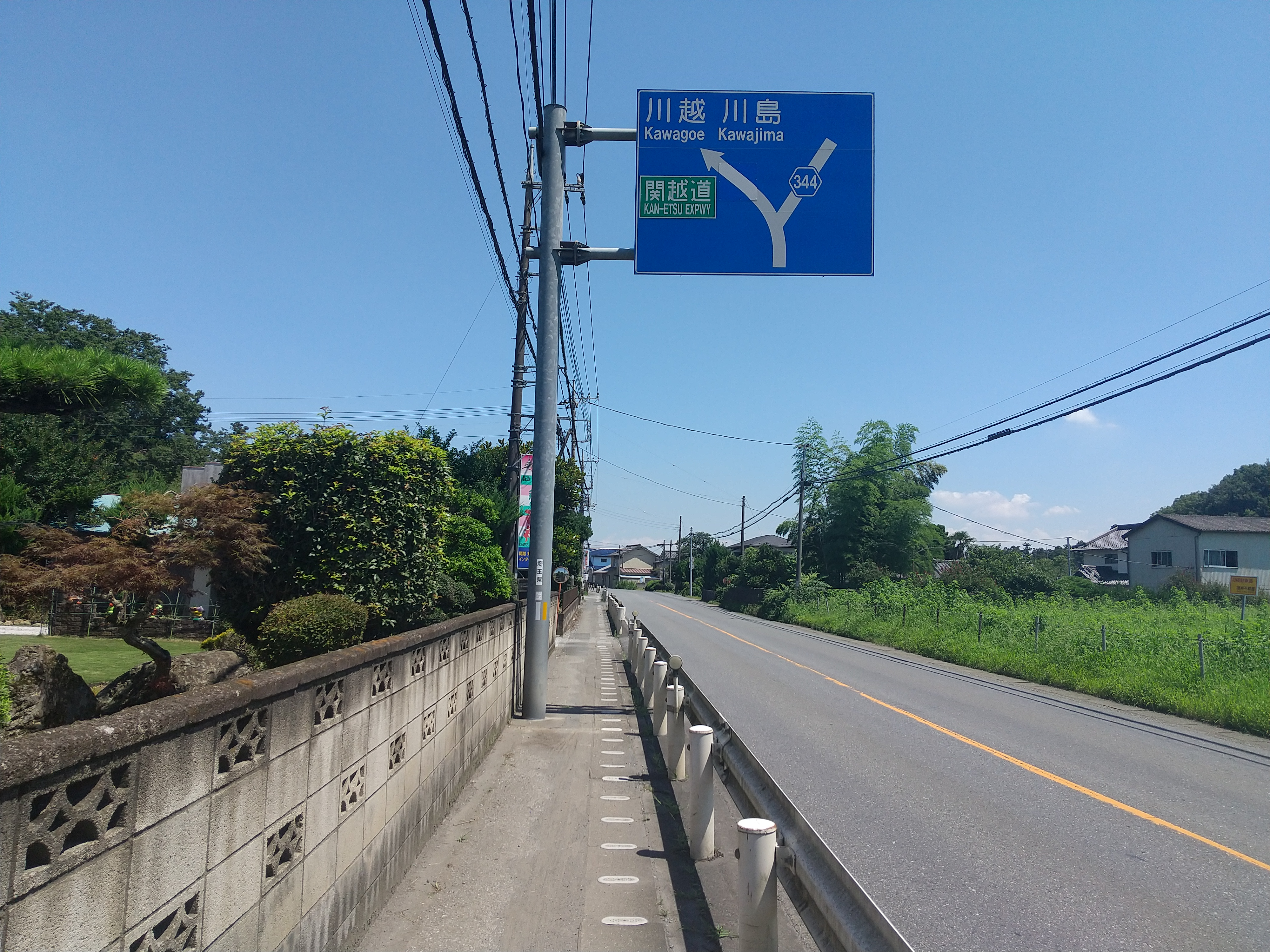
東松山市上唐子付近

埼玉県道344号高坂上唐子線（さいたまけんどう344ごう たかさかかみがらこせん）は、埼玉県東松山市大字高坂の埼玉県道248号石坂高坂停車場線から、同市大字上唐子の国道254号に至る県道である。

## 概要
当県道は、江戸・東京から上州・群馬県に向かう川越児玉往還のうち、戦後に制定された国道254号の制定から外れた川越市札の辻から東松山市上唐子(東)までの区間が埼玉県道256号片柳川越線などと共に県道として制定されたものである。
かつての主要道路だった面影は随所で見られ、唐子橋の改築により前後の葛袋交差点と南中学校交差点が交差点化された際には、この県道方向が優先道路とされ右左折が直進扱いとなる国道16号の川越市脇田新町交差点に似たような変則型の交差点だったが、現在は普通の十字型交差点になっている。
また、東松山橋南交差点から高坂駅入口交差点までの区間は、かつて国道407号だった。

## 路線データ
- 陸上距離：5.680 km
- 起点：埼玉県東松山市大字高坂（埼玉県道248号石坂高坂停車場線交点）
- 終点：埼玉県東松山市大字上唐子（国道254号交点）

## 地理

### 通過する自治体
- 埼玉県
  - 東松山市

### 交差する主な道路
- 埼玉県道248号石坂高坂停車場線（高坂駅入口交差点）
- 埼玉県道41号東松山越生線（葛袋交差点 - 南中学校交差点間重複）
- 国道254号（東松山市上唐子東交差点）

### 沿線の施設
- 東松山市
  - 高坂駅
  - 都幾川リバーサイドパーク
  - 都幾川
  - 東松山市立南中学校
  - 東松山インターチェンジ
  - 東松山市水道庁舎
  - 駒形公園
  - 唐子市民活動センター
  - 唐子地区体育館
  - 唐子中央公園
  - 唐子郵便局
  - 東松山市立唐子小学校
  - 原爆の図丸木美術館
  - 浄空院